# Janus abbreviatus
Janus abbreviatus är en stekelart som först beskrevs av Thomas Say.  Janus abbreviatus ingår i släktet Janus och familjen halmsteklar. Inga underarter finns listade i Catalogue of Life.